# Tessmannia copallifera
Tessmannia copallifera är en ärtväxtart som beskrevs av J.Leonard. Tessmannia copallifera ingår i släktet Tessmannia och familjen ärtväxter. Inga underarter finns listade i Catalogue of Life.